# Bajirao I
Bajirao I  (18 d'agost de 1700 - 28 d'abril de 1740) va ser un famós general indi que va servir com a Primer Ministre del quart emperador Maratha, Shahu, des de l'any 1720 fins a la seva mort. També és conegut com a Bajirao Ballal i Thorale Bajirao
Bajirao va prendre el comandament de les seves tropes. Era l'encarregat d'expandir l'Impreri Maratha, especialment al Nord, en la qual cosa va contribuir aconseguint la seva cimera durant el regnat del seu fill vint anys després de la seva mort. Bajirao és reconegut com el més influent dels nou Primers Ministres de la família Bhat.

## Primers anys
Bajirao va n̟èixer dins del si de la família Baht, una família pertanyent a la casta dels Bramans. El seu pare, Balaji Vishwanath era el Primer Ministre de l'Emperador Shahu; i la seva mare es deia Radhabai. Va tenir un germà més petit, Chimnaji Appa.
Ell acostumava a acompanyar al seu pare durant les campanyes militars. De fet, estava amb el seu pare quan aquest va ser empresonat per Damaji Thorat. Quan Vishwanath va morir a l'any 1720, Bajirao (amb només 20 anys) va ser nomenat Primer Ministre per l'Emperador Shahu. Es diu que va predicar l'ideal del Hindu Pad Padshahi (Imperi Hindú), però existeixen dubtes sobre la sinceritat d'aquest o del seus successors en aquesta matèria.

## Inicis de la seva carrera com a Primer Ministre
En el temps en què Bajirao va esdevenir Primer Ministre, l'Emperador Shahu era el governant teòric, en gran part limitat a la seva residència a Satara. La Confederació Maratha era governada en el seu nom, però el poder realment es trobava en mans del Primer MInistre. Durant el temps de govern de Bajirao, l'emperador Mogol Muhammad Shah havia reconegut els drets dels Maratha sobre els territoris Shivaji. A l'any 1719, els Mogols també van reconèixer els drets dels Maratha per recaptar impostos a les sis províncies del Dècan. Bajirao creia que l'Imperi Mogol agonitzava, i va voler aprofitar aquesta situació portant a terme una expansió agressiva sobre el Nord de la India. Com a nou Primer Ministre, va haver d'afrontar nous reptesː
- El seu nomenament com a Primer Ministre en una edat tan jove havia provocat la gelosia d'alguns oficials de l'exèrcit.
- L'Asafjàhida Asaf Jah Jo, el virrei Mogol del Dècan, va crear pràcticament el seu propi regne independent i va desafiar els drets dels Maratha a recaptar impostos en aquesta regió.
- Els Marathas van necessitar afermar novament els seus drets sobre els nobles dels territoris de Malwa i Gujarat.
- Diverses regions de l'Imperi Maratha no van poder ser controlades per Bajirao, com per exemple la regió del Siddis que va ser controlada per Janjira.

## Pune com a capital

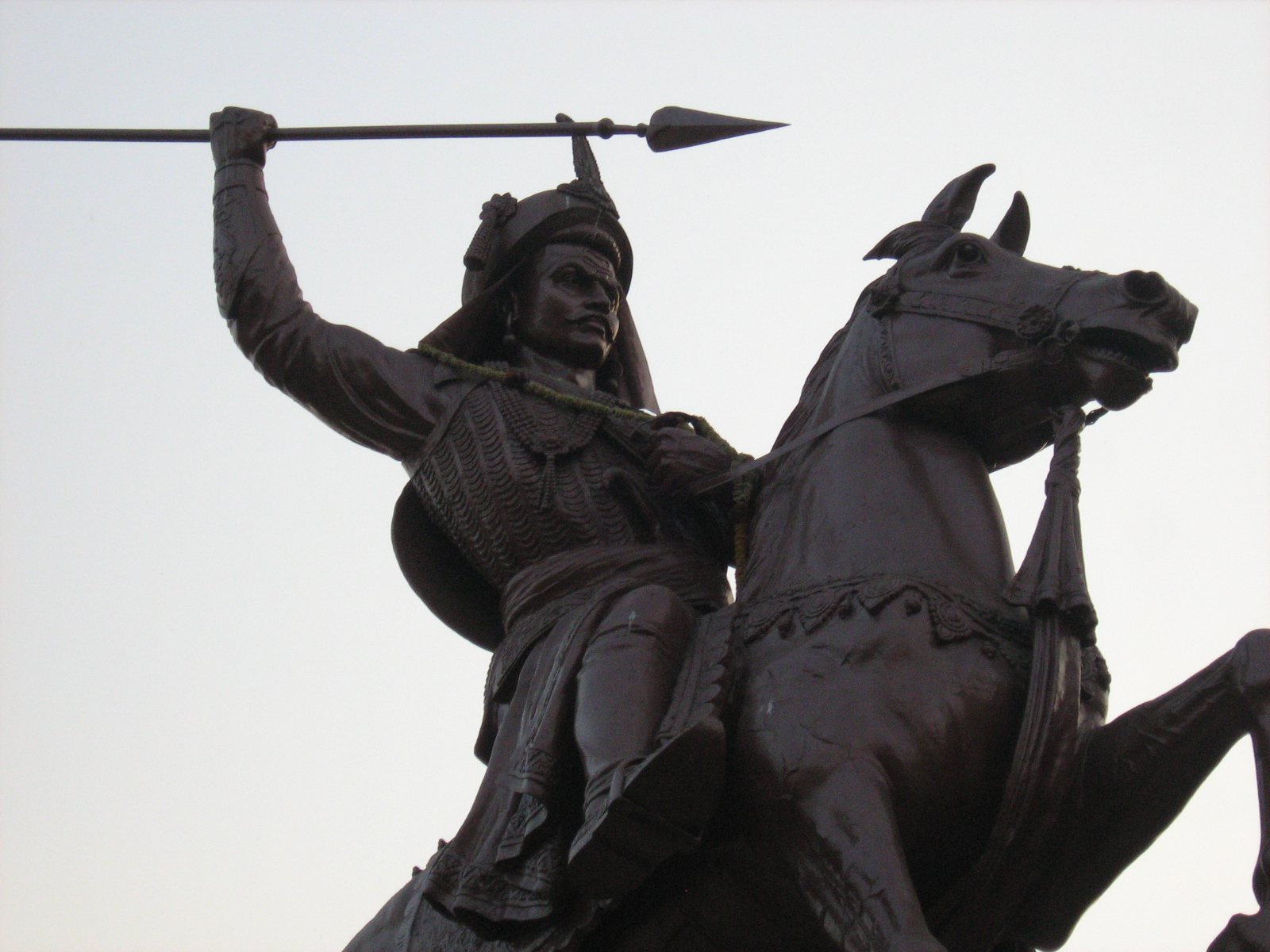
Una estàtua eqüestre de Bajirao fora del Shaniwar Wada (Palau Shaniwar) a Pune

A l'any 1728, Bajirao va traslladar la capital administrativa de l'Imperi des de Satara a la ciutat de Pune. El seu general Bapuji Shripat, va convèncer a algunes de les famílies més riques de Satara per traslladar-se a la ciutat de Pune, la qual va quedar dividida en 18 districtes.

## Campanya de Malwa
A l'any 1723, Bajirao havia organitzat una expedició militar a les regions del sur de Malwa. Els caps Maratha com Ranoji Shinde, Malhar Rao Holkar i Udaji Pawar havien conquerit amb èxit diverses zones de Malwa. Per contrarrestar la influència de l'Imperi Maratha, l'Emperador Mogol havia nomenat a Girdhar Bahadur com a Governador de Malwa.
Després de derrotar a l'Asafjáhida, Bajirao va dirigir la seva atenció cap a Malwa. A l'octubre de 1728, va enviar un gran exèrcit comandat pel seu germà petit, Chimaji Appa, i ajudat pels generals Scindia, Holkar i Pawar. El 29 de novembre de 1728, el seu exèrcit va derrotar els mogols a la Batalla d'Amjhera. Girdhar Bahadur i el seu comandant Daya Bahadur van morir durant la batalla. Chimaji també va atacar Ujjain però es va haver de retirar degut a la falta de subministrament. Cap al febrer de 1729, les forces Maratha havien arribat a l'actual Rajasthan.

## Campanya de Bundelkhand
A Bundelkhand, Chhatrasal s'havia rebel·lat contra l'Imperi Mogol i va establir un regne independent. Al desembre de 1728, un exèrcit Mogol dirigit per Muhammad Khan Bangash el va derrotar, i va fer empresonar tota la seva família. Chhatrasal havia demanat en diverses ocasions l'assistència de Bajirao, però aquest estava ocupat a Malwa. Cap al mes de març de 1729, Bajirao finalment va respondre a la sol·licitud de Chhatrasal, i va marxar cap a Bundelkhand. Chhatrasal també va escapar de la seva captivitat i es va unir a l'exèrcit Maratha. Després van marxar cap a Jaitpur, i Bangash es va veure obligat a fugir de Bundelkhand. La posició de Chhatrasal va ser restaurada com a rei de Bundelkhand. Com a recompensa, Chhatrasal li va oferir la mà de la seva filla Mastani. Abans de la seva mort a l'any 1731, va cedir alguns dels seus territoris als Maratha.

## Campanya de Gujarat
Després de consolidar la influència Maratha a l'Índia Central, Bajirao va decidir afermar els drets dels Maratha a recollir impostos de la rica província de Gujarat. A l'any 1730, va enviar un exèrcit sota el comandament del seu germà a Gujarat. Sarbuland Khan, el governador mogol de la província, va cedir a la pressió dels Maratha. Aquest va ser reemplaçat per Abhay Singh, el qual també va reconèixer els drets dels Maratha a recaptar impostos.
Mentrestant, després de la derrota de Girdhar Bahadur, l'emperador mogol va nomenar a Jai Singh II per sotmetre als Maratha. No obstant això, Jai Singh va recomanar pactar un acord pacífic amb els Maratha. L'emperador no hi va estar d'acord i el va reemplaçar per Muhammad Khan Bangash. Aquest últim va formar una aliança amb els Nizam Triambak Rao i Sambhaji II. L'1 d'abril de 1731, Bajirao va derrotar les forces aliades de Dabhade, Gaekwad i Kadambandeː Trimbak Rao va morir a la Batalla de Dabhoi. El 13 d'abril, Bajirao va resoldre la seva disputa amb Sambhaji II signant el Tractat de Warna, que demarcava els territoris de Chhatrapati, Shahu i Sambhaji II. Posteriorment, el Nizam es va reunir amb Bajirao a Rohe-Raeshwar el 27 de desembre de 1732, i va prometre no interferir a les expedicions Maratha.

## Marxa cap a Delhi
Després de la mort de Trimbak Rao, l'aliança contra els Marathas s'havia enfonsat. En conseqüència, l'emperador mogol va recordar Malwa, i va tornar a nomenar a Jai Singh II com a governador de Malwa. No obstant, el cap Maratha, Holkar, va derrotar a Jai Singh a la batalla de Mandsaur a l'any 1733. Després de dues batalles més, els mogols van decidir oferir als Maratha a cobrar 22 lakh com a impost de Malwa. El 4 de març de 1736, Bajirao i Jai Singh van arribar a un pacte a Kishangad. Jai Singh va convèncer a l'emperador i Bajirao va ser nomenat vicegovernador de la província. També es creu que Jai Singh va informar a Bajirao de que era un bon moment per sotmetre al debilitat emperador mogol.
El 12 de novembre de 1736, Bajirao va començar una marxa cap a la capital de l'Imperi Mogol, Delhi, des de Pune. Durant l'audiència sobre l'avenç de l'exèrcit Maratha, l'emperador mogol va ordenar a Saadat Khan marxar d'Agra i comprovar l'avenç de l'exèrcit Maratha. Els caps Maratha, Malhar Rao Holkar i Pilaji Jadhav, van creuar el riu Yamuna i saquejar els territoris mogols que es trobàven entre aquest riu i el Ganges. Saadat Khan va encapçalar un exèrcit de 150.000 soldats contra ells, i els va derrotar. Després es va retirar a Mathura, pensant que els Maratha s'havíen retirat. No obstant, Bajirao va avançar cap a Delhi i va establir el seu campament a Talkatora. L'emperador Mogol va tornar a enviar un exèrcit, aquest cop liderat pel Mir Hasan Khan Koka, per comprovar el seu avenç. Els Maratha van derrotar aquest exèrcit a la batalla de Nova Delhi, el 28 de març de 1737.

## Vida personal

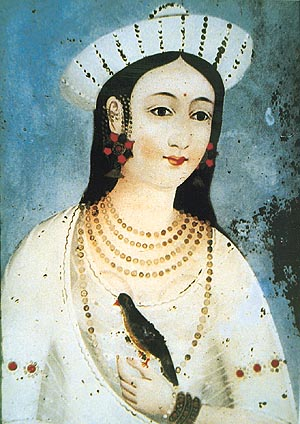
Mastani

La primera esposa de Bajirao era Kashibai; van tenir dos fillsː Nanasaheb i Raghunathrao. Nanasaheb el va succeir com a Primer Ministre a l'any 1740, sota el nom de Balaji Bajirao.
La seva segona esposa era Mastani, la filla de Chhatrasal. Ell n'estava profundament enamorat de Mastani, i va construir un palau per a ella a la ciutat de Pune, el qual va ser anomenat Mastani Mahal. Una reconstrucció d'aquest es pot veure al Museu Raja Dinkar Kelkar a Pune, incloent les restes del palau original. Els ortodoxes de la societat hindú braman es van negar a acceptar el matrimoni, ja que la mare de Mastani era musulmana. Això va provocar una crisi a la família Baht. L'historiador DG Godse afirma que el germà de Bajirao, Chimaji Appa, i la seva mare, Radhabai, mai varen acceptar a Mastani com un membre de la seva família. Van intentar assassinar-la moltes vegades, pressumiblement aquests intents d'assassinat van estar organitzats per Chimaji Appa; però ella va sobreviure amb l'ajuda de Shahu.
A l'any 1734, Bajirao i Mastani van tenir un fill, el qual va ser batejat amb en nom de Krishna Rao en el moment del seu naixement. Bajirao se l'estimava moltíssim i va voler que l'acceptessin com a braman, però degut a l'ascendència musulmana de la seva mare, els sacerdots varen rebutjar fer la cerimònia Upavïta per ell.
Així doncs, el nen va ser criat com a musulmà i va arribar a ser conegut com a Shamsher Bahadur. Va lluitar amb els Maratha a la Batalla de Panipat (1761), on va ser assassinat a l'edat de 27 anys. El fill de Shamsher Bahadur, Ali Bahadur, va governar sobre les terres de Bajirao a Bundelkhand i va fundar l'estat de Banda.

## Mort

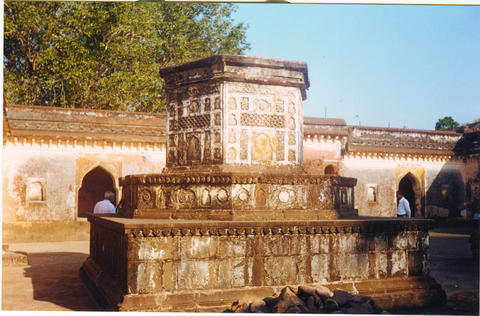
Monument a Bajirao a Raverkhedi

Bajirao va morir el 28 d'abril de 1740, a l'edat de 39 anys. Va morir d'una febre sobtada, possiblement d'un cop de calor. En aquell moment, estava de camí a Delhi amb 100.000 soldats sota el seu comandament al districte de Khargone, a prop de la ciutat d'Indore. Va ser incinerat aquell mateix dia, a Raverkhedi, a la vora del riu Narmada. Els Scindias van construir una chhatri com a monument en aquell lloc. El monument està envoltat per un Dharmshala. El monument funerari té dos temples, dedicats a Shiva i a Rama.